# ジヒドロベンゾフェナントリジンオキシダーゼ
ジヒドロベンゾフェナントリジンオキシダーゼ(dihydrobenzophenanthridine oxidase)は、次の化学反応を触媒する酸化還元酵素である。
(1) ジヒドロサンギナリン + O2 {\displaystyle \rightleftharpoons } サンギナリン + H2O2
(2) ジヒドロケリルビン + O2 {\displaystyle \rightleftharpoons } ケリルビン + H2O2
(3) ジヒドロマカルピン + O2 {\displaystyle \rightleftharpoons } マカルピン + H2O2
酵素反応には補因子として銅が用いられる。
この酵素の組織名はdihydrobenzophenanthridine:oxygen oxidoreductaseである。